# Hyperphara junctura
Hyperphara junctura är en fjärilsart som beskrevs av Walker 1864. Hyperphara junctura ingår i släktet Hyperphara och familjen björnspinnare. Inga underarter finns listade i Catalogue of Life.